# Hannocourt
Hannocourt és un municipi francès, situat al departament del Mosel·la i a la regió del Gran Est. L'any 2007 tenia 14 habitants.

## Demografia

### Població
El 2007 la població de fet de Hannocourt era de 14 persones. Totes les 3 famílies que hi havia eren parelles amb fills.
La població ha evolucionat segons el següent gràfic:
Habitants censats

### Habitatges
Tots els 4 habitatges que hi havia el 2007 eren l'habitatge principal de la família. Tots els 4 habitatges eren cases. Dels 4 habitatges principals, 3 estaven ocupats pels seus propietaris i 1 estava llogat i ocupat pels llogaters; Tots els 4habitages tenien cinc cambres o més. 3 habitatges disposaven pel capbaix d'una plaça de pàrquing. A 2 habitatges hi havia un automòbil i a 3 n'hi havia dos o més.

### Piràmide de població
La piràmide de població per edats i sexe el 2009 era:
| Homes | Edats   | Dones |
| ----- | ------- | ----- |
| 0     | 95 o +  | 0     |
| 0     | 90 a 94 | 0     |
| 0     | 85 a 89 | 0     |
| 0     | 80 a 84 | 0     |
| 0     | 75 a 79 | 0     |
| 0     | 70 a 74 | 0     |
| 4     | 65 a 69 | 4     |
| 0     | 60 a 64 | 0     |
| 0     | 55 a 59 | 0     |
| 0     | 50 a 54 | 0     |
| 0     | 45 a 49 | 0     |
| 0     | 40 a 44 | 0     |
| 0     | 35 a 39 | 0     |
| 8     | 30 a 34 | 0     |
| 0     | 25 a 29 | 0     |
| 0     | 20 a 24 | 0     |
| 0     | 15 a 19 | 0     |
| 0     | 10 a 14 | 0     |
| 0     | 5 a 9   | 0     |
| 0     | 0 a 4   | 0     |

## Economia
El 2007 la població en edat de treballar era de 8 persones, 6 eren actives i 2 eren inactives. De les 6 persones actives 5 estaven ocupades (3 homes i 2 dones) i 1 aturada (1 dona i 1 dona). De les 2 persones inactives 1 estava jubilada i 1 estava classificada com a «altres inactius».

## Poblacions properes
El següent diagrama mostra les poblacions més properes.